# Picea martinezii
Picea martinezii är en tallväxtart som beskrevs av T.F. Patt. Picea martinezii ingår i släktet granar, och familjen tallväxter. IUCN kategoriserar arten globalt som akut hotad. Inga underarter finns listade i Catalogue of Life.

## Bildgalleri

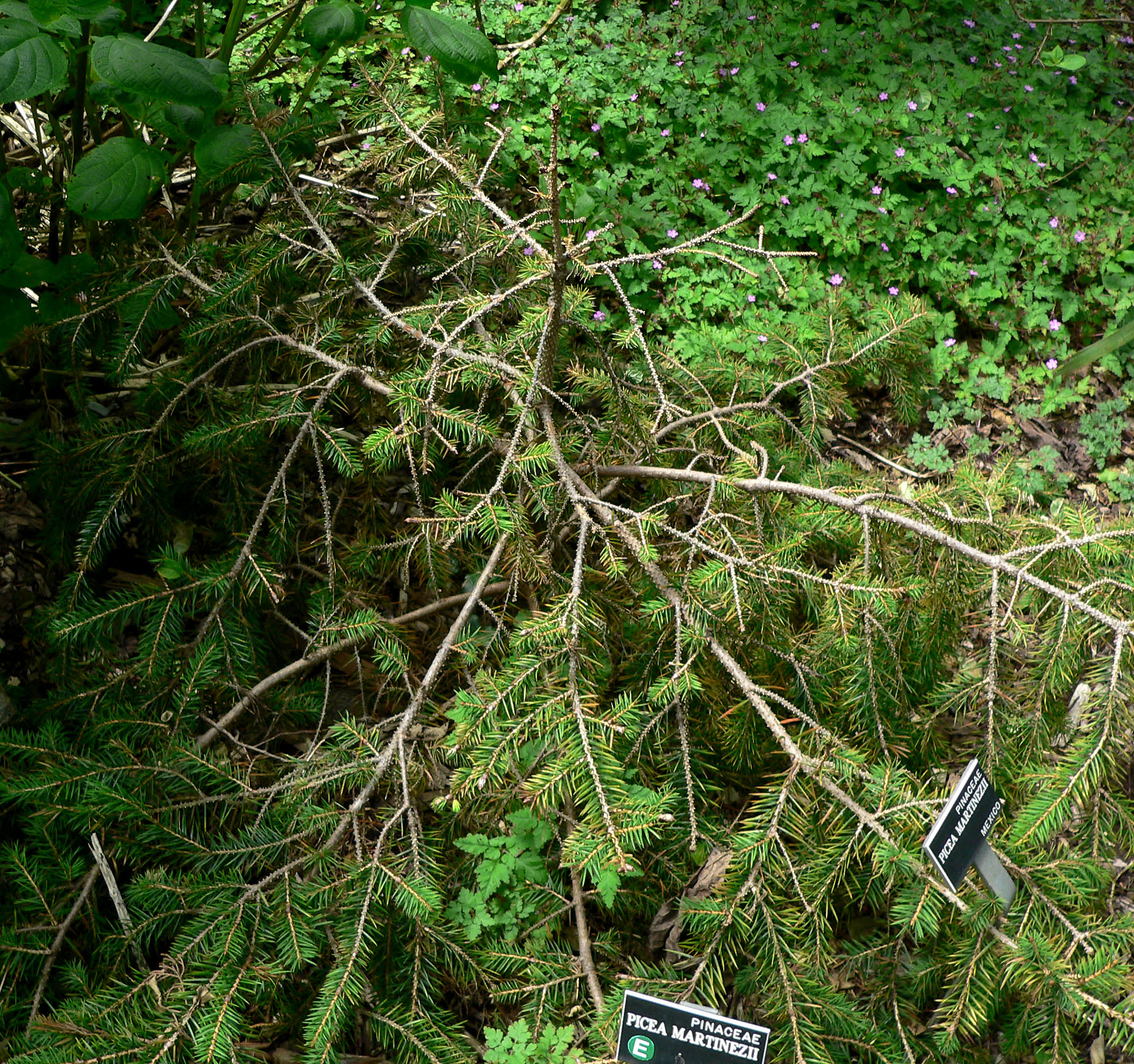
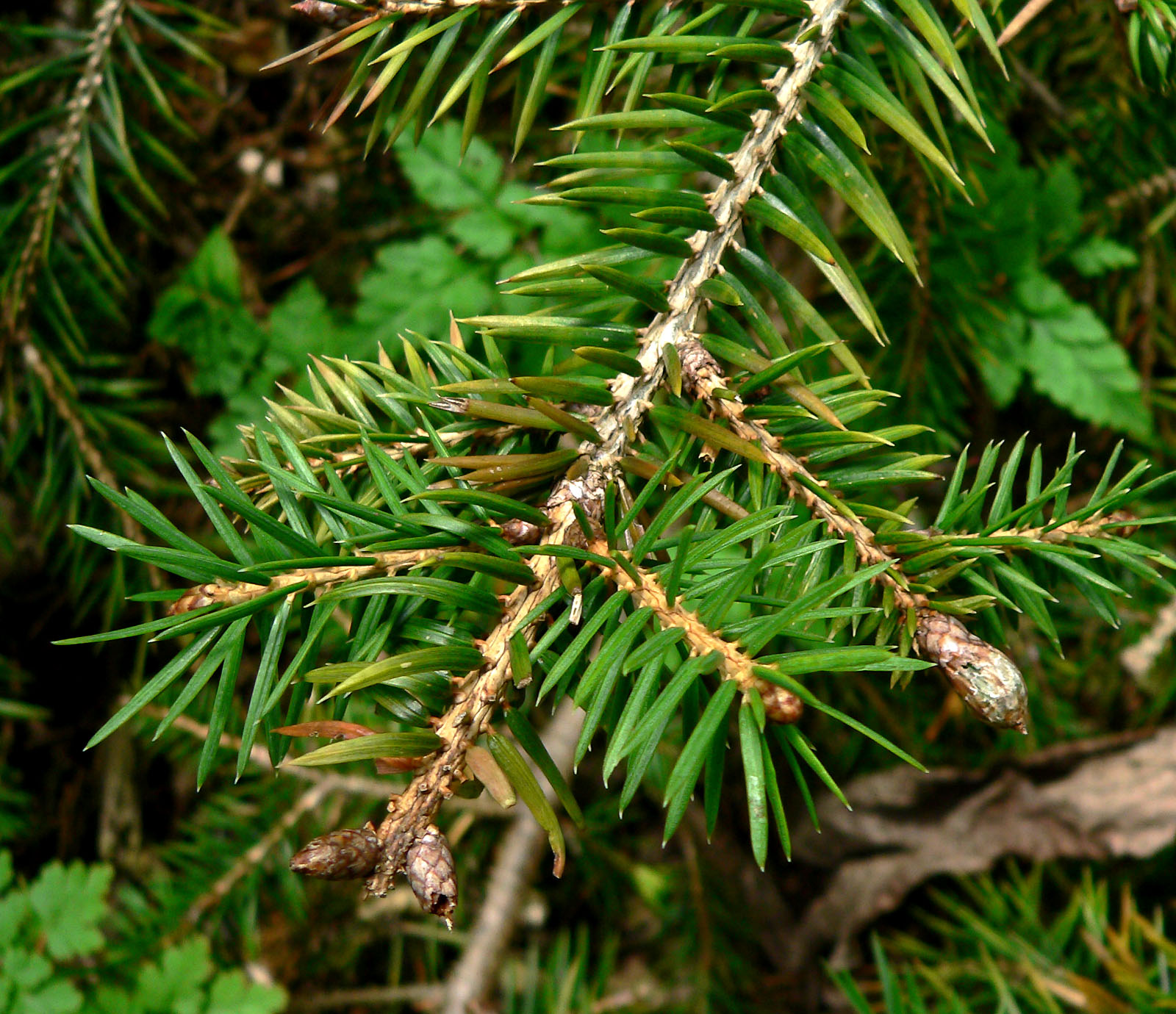
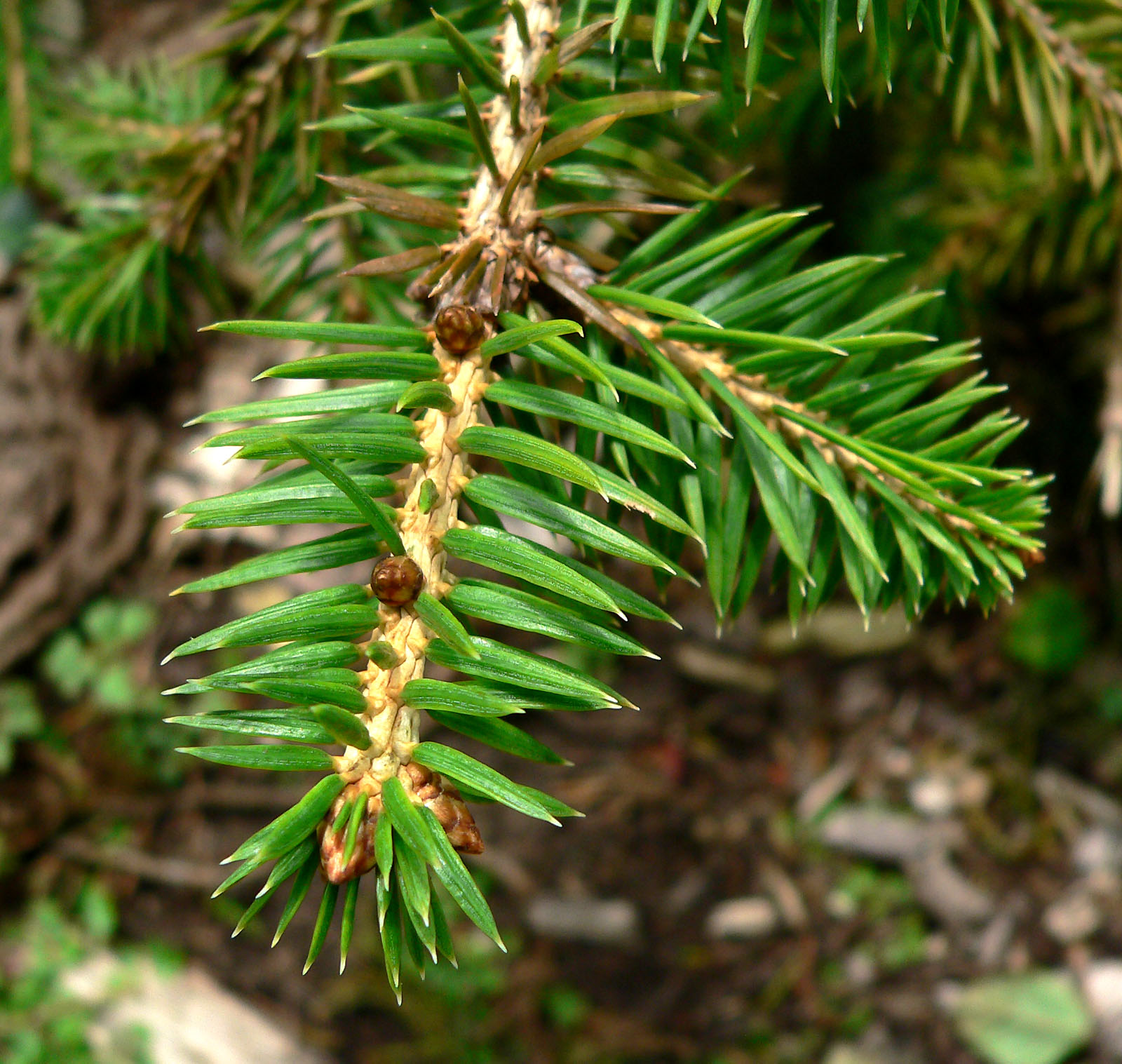